# Panqueba (kommun)
Panqueba är en kommun i Colombia.   Den ligger i departementet Boyacá, i den centrala delen av landet, 270 km nordost om huvudstaden Bogotá. Antalet invånare är 1 859.